# L'assassinat de Kenneth Chamberlain
L'assassinat de Kenneth Chamberlain (títol original en anglès, The Killing of Kenneth Chamberlain) és una pel·lícula dramàtica de thriller estatunidenca del 2019 escrita, produïda i dirigida per David Midell i protagonitzada per Frankie Faison com a personatge principal de la vida real. Es basa en la mort policial de Chamberlain del 29 de novembre de 2011 a White Plains (Nova York). Morgan Freeman i Lori McCreary són els productors executius de la pel·lícula. S'ha subtitulat al català.
La pel·lícula es va estrenar mundialment al Festival de Cinema d'Austin l'octubre de 2019.
La pel·lícula va guanyar el premi al millor llargmetratge narratiu al 24è Festival de Cinema Urbanworld.